# BC Apollo Amsterdam
BC Apollo Amsterdam ist ein niederländischer Basketballverein aus Amsterdam.

## Geschichte
Der Verein wurde 2011 durch die Fusion von BV Lely und den Mosquitos, beides kleine Klubs aus Amsterdam, gegründet. Bereits in der Saison 2012/13 startete Apollo in der Eredivisie, der höchsten niederländischen Basketball-Liga. Nach dem Rückzug von ABC spielte damit nach einem Jahr Pause wieder ein Team aus Amsterdam in der Eredivisie mit.
Apollo verlor 32 der 36 Spiele und schloss die Zehnerliga auf dem neunten Platz ab.
Im Juni 2023 folgte der Rückzug aus der BNXT League, da der Mindestetat der Liga nicht erreicht werden konnte. Seitdem spielt der Verein in der zweiten Liga Promotiedivisie.

## Halle
Der Verein trägt seine Heimspiele in der Apollohal aus.